# Championnats du monde de gymnastique acrobatique 1997
Navigation
Édition précédente Édition suivante
Les championnats du monde de gymnastique acrobatique 1997, quatorzième édition des championnats du monde de gymnastique acrobatique, ont eu lieu en 1997 à Manchester, au Royaume-Uni.